# Mundialito per club di beach soccer 2011
Il Mundialito per club di beach soccer 2011 è la 1ª edizione di questo torneo.

## Squadre partecipanti
È stato determinato che dieci squadre, divise in due gruppi da cinque ciascuno, prenderanno parte al torneo:
| GRUPPO A             | GRUPPO B            |
| -------------------- | ------------------- |
| Corinthians          | Milano Beach Soccer |
| BSC Lokomotiv Moskva | Barcelona           |
| Santos               | Boca Juniors        |
| Seattle Sounders     | Flamengo            |
| Sporting CP          | Vasco da Gama       |

Si è originariamente ipotizzato che il neo riformato New York Cosmos degli Stati Uniti avrebbe preso parte al torneo ed è stato successivamente sostituito dallo Shakhtar Donetsk, Ucraina. Si è anche ipotizzato che l’Olympique de Marseille avrebbe preso parte al torneo, ma il posto finale è stato conteso tra loro ed il Milano Beach Soccer. Al sorteggio è stato anche annunciato che una quarta squadra brasiliana, ancora non determinata, completerà il roster del club a 10, che è stato successivamente rivelato come Santos.

## Draft
Il 21 febbraio 2011, in due città simultaneamente (Barcellona, Spagna e San Paolo, Brasile), si è svolta il Draft ufficiale, con ciascuna squadra che ha selezionato nove giocatori.
Secondo la procedura, il rappresentante della squadra di ogni club deve partecipare ad una riunione in uno dei due luoghi sopra menzionati, e sarà lui il responsabile della scelta dei giocatori per la sua squadra. Tutti i giocatori di Beach Soccer possono essere potenzialmente selezionati, e, proprio come succede nei grandi eventi per campionati come NBA, NHL o Major League Baseball, per impostare un bilanciamento, per un torneo competitivo, il draft per l'elezione dei giocatori seguirà alcune linee guida.
Il "Draft" ha seguito i seguenti criteri: tre giocatori nazionali (scelti in precedenza), tre giocatori continentali, un giocatore UEFA / CONMEBOL (Sud America ed Europa), un giocatore di AFC / CAF / CONCACAF / OFC (Asia / Africa / Nord America e Caraibi / Oceania) e "nazionale".

## Fase a gironi
Il sorteggio per dividere le dieci squadre nei due gruppi seguenti è stato condotto il 3 marzo 2011. La fase a gironi è iniziata il 19 marzo 2011.

### Group A
| Squadra              | G | V | V+ | P | GF | GS | GD | Pnt |
| -------------------- | - | - | -- | - | -- | -- | -- | --- |
| BSC Lokomotiv Moskva | 4 | 2 | 2  | 0 | 18 | 15 | +3 | 10  |
| Corinthians          | 4 | 1 | 2  | 1 | 20 | 19 | +1 | 7   |
| Seattle Sounders     | 4 | 1 | 0  | 3 | 12 | 10 | +2 | 3   |
| Sporting CP          | 4 | 1 | 0  | 3 | 12 | 13 | −1 | 3   |
| Santos               | 4 | 0 | 1  | 3 | 16 | 21 | −5 | 2   |

### Gruppo B
| Squadra             | G | V | V+ | P | GF | GS | GD | Pnt |
| ------------------- | - | - | -- | - | -- | -- | -- | --- |
| Barcelona           | 4 | 3 | 0  | 1 | 19 | 13 | +6 | 9   |
| Flamengo            | 4 | 2 | 1  | 1 | 19 | 11 | +8 | 8   |
| Milano Beach Soccer | 4 | 1 | 1  | 2 | 13 | 16 | −3 | 5   |
| Vasco da Gama       | 4 | 0 | 2  | 2 | 16 | 18 | −2 | 4   |
| Boca Juniors        | 4 | 0 | 0  | 4 | 11 | 20 | −9 | 0   |

## Finali

### Quarti di finale
| Squadra 1            | Risultato    | Squadra 2           |
| -------------------- | ------------ | ------------------- |
| Flamengo             | 2-2 (5-4 dcr | Seattle Sounder     |
| Vasco da Gama        | 5-2          | Corinthians         |
| BSC Lokomotiv Moskva | 7-2          | Milano Beach Soccer |
| Sporting CP          | 8-1          | Barcellona          |

### Semifinali
| Squadra 1     | Risultato | Squadra 2            |
| ------------- | --------- | -------------------- |
| Vasco da Gama | 5-4       | Flamengo             |
| Sporting CP   | 5-4       | BSC Lokomotiv Moskva |

### Finale 3º-4º posto
| Squadra 1 | Risultato | Squadra 2            |
| --------- | --------- | -------------------- |
| Flamengo  | 5-4 dts   | BSC Lokomotiv Moskva |

### Finale
| Squadra 1     | Risultato | Squadra 2   |
| ------------- | --------- | ----------- |
| Vasco da Gama | 4-2       | Sporting CP |

## Classifica finale
|     | Team                 |
| --- | -------------------- |
| 1º  | Vasco da Gama        |
| 2º  | Sporting CP          |
| 3º  | Flamengo             |
| 4º  | BSC Lokomotiv Moskva |
| 5º  | Barcelona            |
| 6º  | Corinthians          |
| 7º  | Milano Beach Soccer  |
| 8º  | Seattle Sounders     |
| 9º  | Santos               |
| 10º | Boca Juniors         |